# Орден Звезды и Ключа Индийского океана
Орден Звезды и Ключа Индийского океана (англ. The Most Distinguished Order of the Star and Key of the Indian Ocean) — высшая государственная награда Республики Маврикий.

## История
Поэтическое прозвание «Звезда и ключ Индийского океана» применялось к острову Маврикий задолго до учреждения ордена, в том числе в русскоязычных текстах. Эта же фраза, переведённая на латынь («Stella Clavisque Maris Indici») является официальным девизом Республики Маврикий.
Орден был основан в 1992 году для награждения лиц, «внесших особых вклад в общественный прогресс народов Индийского океана». Орден может вручаться как гражданам Маврикия, так и иностранцам.
Канцлером (главой) ордена является (по должности) действующий Президент Маврикия. Каждый год, в День независимости страны (12 марта) президент, по рекомендации премьер-министра, в торжественной обстановке принимает в орден новых членов.

## Степени ордена
Орден разделён на пять степеней. Лица, награждённые каждой степенью ордена, получают право сопровождать в официальных документах своё имя аббревиатурой, указывающей на это (приведены в скобках).
- Великий Командор — высшая степень ордена (GCSK).
- Великий Офицер (GOSK).
- Командор (CSK).
- Офицер (OSK).
- Кавалер (MSK).

## Привилегии награждённых
Помимо аббревиатуры, получатели ордена в степени Великого Офицера или выше имеют право добавить к своему имени префикс The Hon, Hons или «The Honorable» («Достопочтенный»). Командоры и офицеры ордена могут запросить у президента разрешение на использование этого префикса, но он не положен им автоматически. Иностранные граждане, награждённые орденом даже высших степеней, не могут использовать префикс «The Honorable» без особого разрешения президента.
Общее количество награждений орденом неизвестно, однако его высшие степени являются достаточно редкой наградой.